# Jászárokszállás
Jászárokszállás  este un oraș în districtul Jászberény, județul Jász-Nagykun-Szolnok, Ungaria, având o populație de 8.045 de locuitori (2011). 

## Demografie
Componența etnică a orașului Jászárokszállás
     Maghiari (95,75%)
     Romi (3,68%)
     Necunoscut (0,15%)
     Alții (0,42%)
Componența confesională a orașului Jászárokszállás
     Romano-catolici (58,37%)
     Fără religie (12,68%)
     Reformați (1,39%)
     Necunoscută (26,41%)
     Alte religii (1,73%)
Conform recensământului din 2011, orașul Jászárokszállás avea 8.045 de locuitori. Din punct de vedere etnic, majoritatea locuitorilor (95,75%) erau maghiari, cu o minoritate de romi (3,68%). Apartenența etnică nu este cunoscută în cazul a 0,15% din locuitori.  Din punct de vedere confesional, majoritatea locuitorilor (58,37%) erau romano-catolici, existând și minorități de persoane fără religie (12,68%) și reformați (1,39%). Pentru 26,41% din locuitori nu este cunoscută apartenența confesională.

## Orașe înfrățite
- Żegocina, Polonia